# Sant Miquel de Cuixà
Sant Miquel de Cuixà és una abadia benedictina del terme comunal de Codalet, de la comarca del Conflent, Catalunya, a l'actual departament dels Pirineus Orientals, França.
És situada al peu del Canigó, a la vall del riu de Lliterà, o Ribera de Taurinyà, a la meitat meridional del terme de Codalet.

## Història
Va ser fundat per l'arxipreste Protasi l'any 878. Va ser amb els abats Garí i Oliba quan va esdevenir un dels centres espirituals i culturals més importants de Catalunya en temps feudals. És el monument més interessant de l'arquitectura preromànica o del romànic inicial.

### Fundació i primers temps

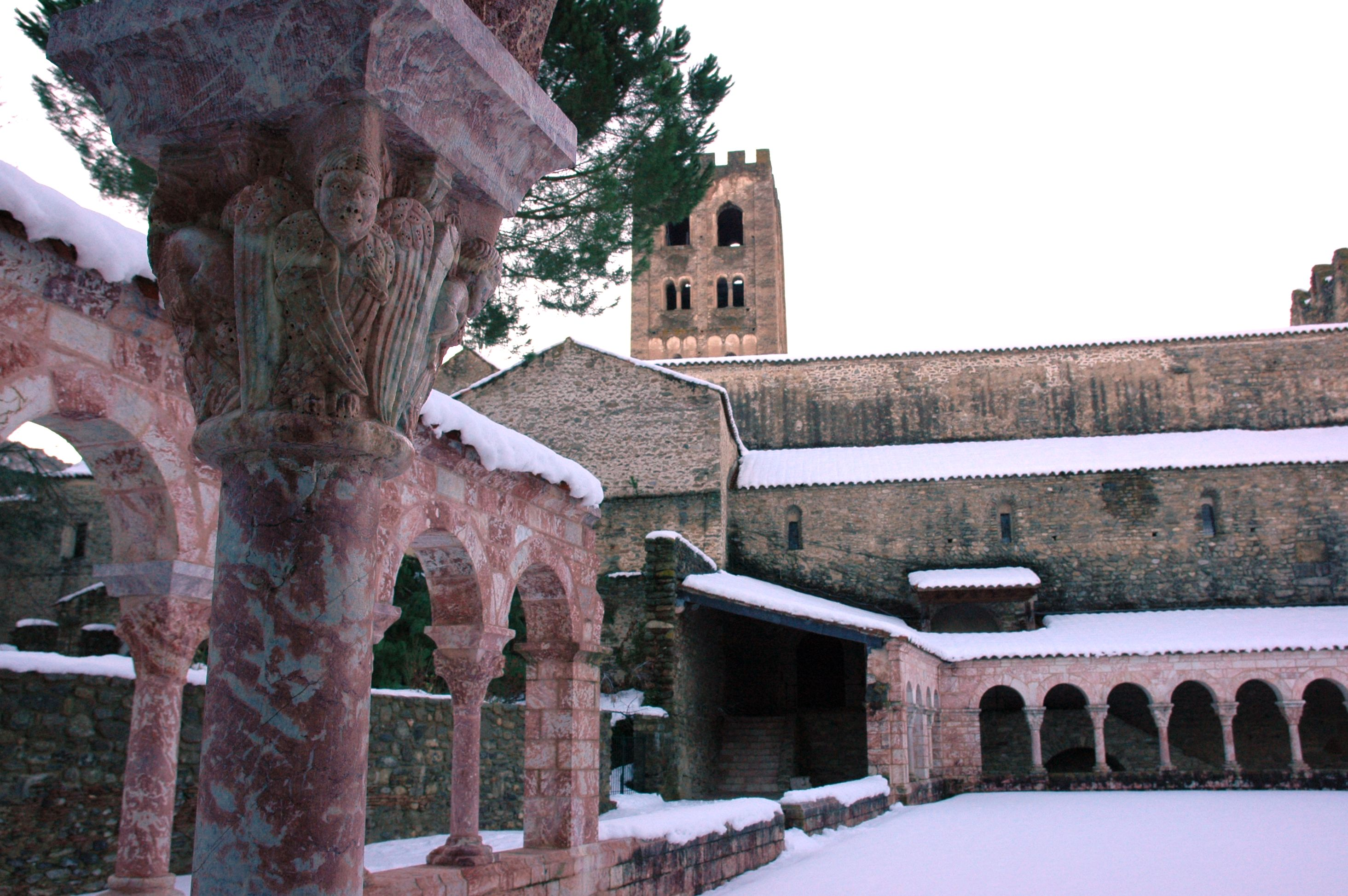
Claustre nevat de Sant Miquel de Cuixà

L'abadia de Cuixà deu el seu origen a l'abadia de Sant Andreu d'Eixalada, avui desapareguda, fundada cap al 840 i situada al capdamunt de la vall de la Tet, dins de l'actual terme comunal de Nyer.
A la tardor del 878, any de la incorporació del Rosselló i el Vallespir als territoris governats per Miró el Vell, una forta crescuda del riu Tet va destruir el monestir (situat prop de la llera del riu) i va obligar els monjos a refugiar-se als voltants. L'aiguat s'emportà l'església, alguns monjos i la documentació. La comunitat va ser transferida a Cuixà, en un petit cenobi dedicat a sant Germà i propietat del pare Protasi. En crear-se el nou monestir, Protasi en va ser nomenat abat el 879.
El 29 de juny del 879, Protasi i Miró el Vell van signar l'acta de la fundació del nou monestir, en què Cuixà ampliava el seu patrimoni amb l'aportat pel monestir d'Eixalada. El nou monestir, Sant Germà de Cuixà, incloïa un total de trenta-cinc monjos i Protasi com a primer abat. El seu successor fou Gondefred I, en temps del qual l'abadia era sota la protecció de Miró II, si bé el poc que se sap del seu govern el mostra com un home poc inclinat a ocupar-se de monestirs.
En el seu nou emplaçament, l'abadia va continuar beneficiant-se de la protecció dels comtes de Cerdanya i Conflent, territori que estava sota el domini de la família de Guifré el Pilós, comte de Barcelona, el 870. La consagració de la nova església tingué lloc el 953, pel bisbe d'Elna Riculf II i en presència de l'abat Gondefred II, la comtessa Ava, els seus fills Sunifred i Oliba i molts clergues i monjos.

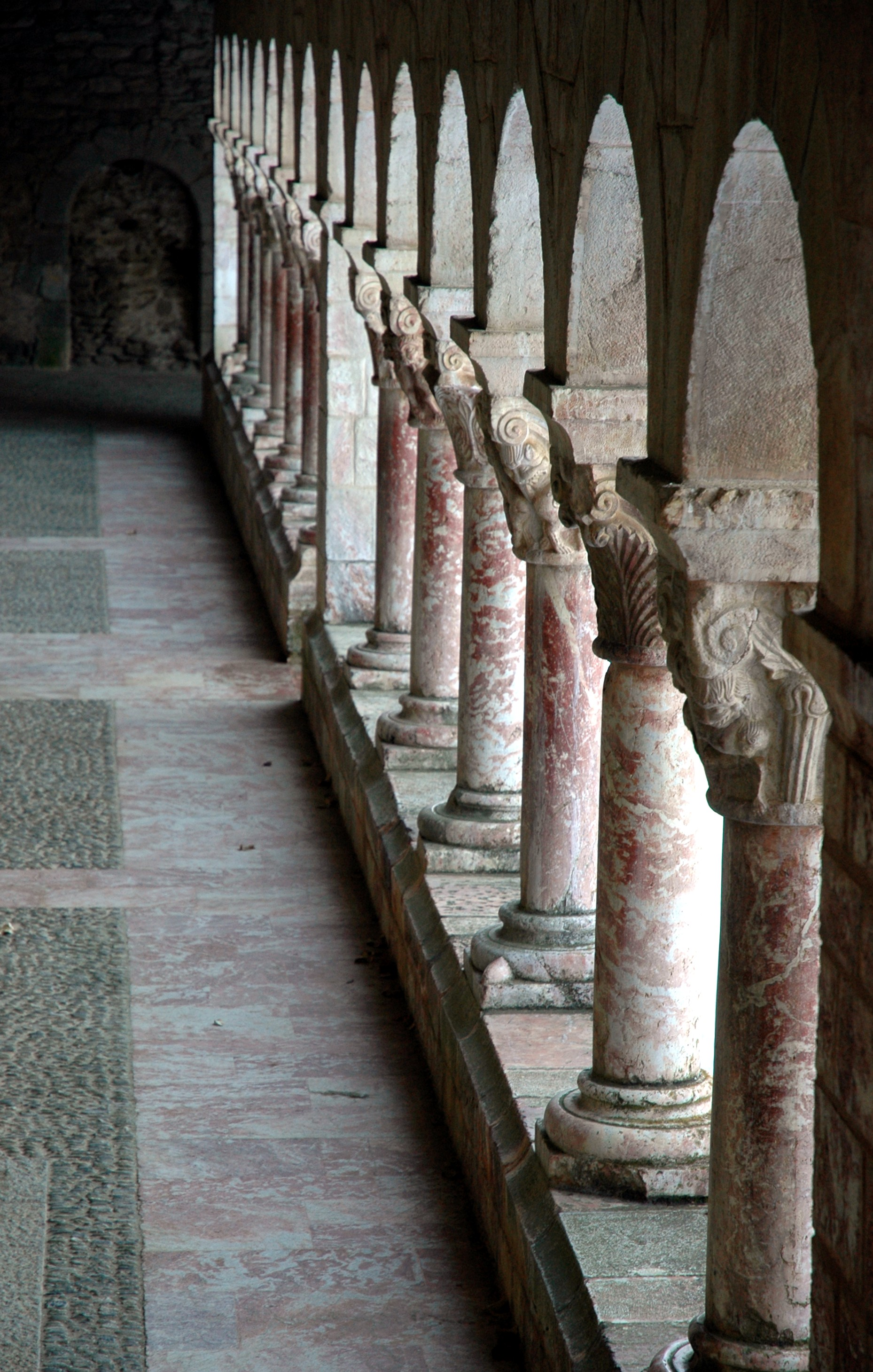
Detall del claustre

Pels volts del 940, per iniciativa del comte Sunifred, primogènit de Miró II, es va construir una nova església dedicada a Sant Miquel. S'aixecà al sector oest de la de Sant Germà i, a partir d'aquest moment, el monestir és conegut com a Sant Miquel i Sant Germà de Cuixà. Tres anys després, el comte Sunifred i l'abat Ponç iniciaven la reconstrucció de l'església de Sant Miquel, que fou acabada pels comtes Oliba Cabreta i Miró, germans de Sunifred.
Durant tot el segle x les possessions de Cuixà van créixer considerablement, tant pel que fa a terres i dominis com a esglésies que en depenien. D'aquesta manera, si per una banda els dominis llunyans adquirits estenien la resplendor espiritual de l'abadia, les seves possessions del Conflent, la Cerdanya i el Rosselló li asseguraven la puixança territorial indispensable per a un progrés continuat. L'extensió i la varietat de terrenys li proporcionaven un veritable equilibri econòmic: pastures, boscos, conreus alimentaris, vinyes, molins, explotacions salines i segurament mines de ferro. A mitjan segle x disposava ja d'un extens patrimoni alodial, amb més d'una vintena d'esglésies parroquials, des del comtat de Tolosa al d'Osona, del qual ofereixen un inventari detallat les butlles d'Agapit II (950) i Papa Joan XIII (968) i els preceptes dels reis francs Lluís d'Ultramar (952) i Lotari (958). Per mitjà d'aquests instruments, li eren confirmats tots els béns adquirits fins aleshores i obtenia ensems el doble privilegi d'exempció —el primer concedit a un monestir català— i d'immunitat.
El 956, es reconstrueix l'edifici per fer-lo més sumptuós; l'altar major és consagrat el 30 de setembre del 974 per Garí, monjo procedent de Cluny i que estava al capdavant de cinc abadies meridionals, i que fou un dels abats més importants del cenobi. El mateix any van adquirir els alous al Rasès, al comtat d'aquest nom. Havia estat un col·laborador destacat dels abats Aimard i Maiol a Sant Pere de Cluny i, probablement, degué introduir a Cuixà la reforma cluniacenca. Aquesta vinculació amb l'abat Garí, implicat en la gran política de l'època, va propiciar el retir, a Cuixà, del dux de Venècia, Pere Orsèol, que va abdicar el 978 i va morir a l'abadia en olor de santedat el 987. El cenobi també va acollir Romuald de Ravenna, futur fundador de l'orde camaldulenc i sant.

### Apogeu

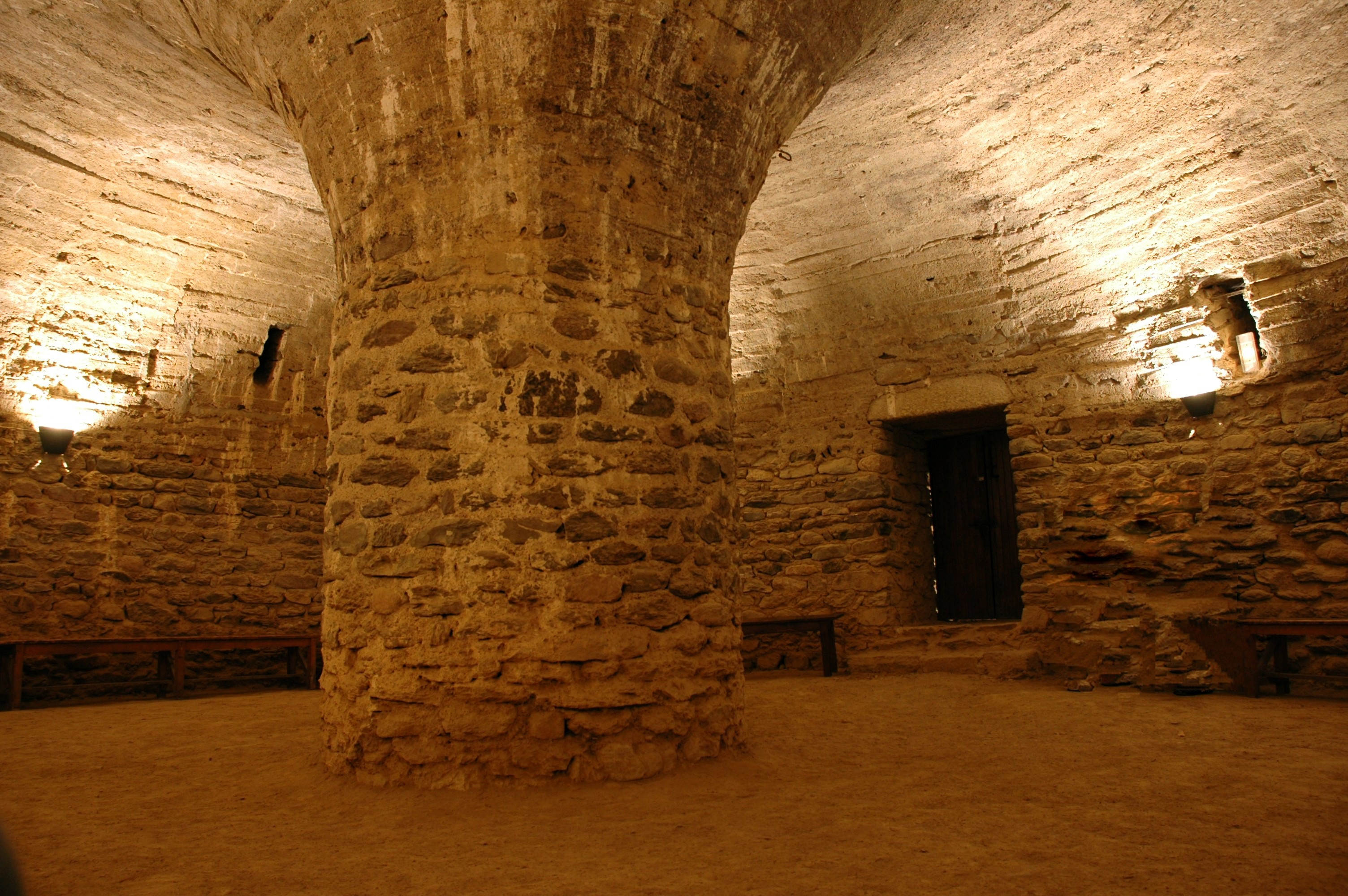
Cripta del Pessebre, construïda sota la capella de la Trinitat

El 1008, Oliba, tercer fill del comte Oliba Cabreta, és triat abat de Ripoll i de Cuixà, i el 1017 serà nomenat bisbe de Vic i posteriorment fundà Montserrat. L'activitat constructora d'Oliba fou encara més important que la del seu predecessor. Afegí a la façana posterior del temple de Garí dos corredors i tres absidioles, de manera que formessin una mena de deambulatori entorn del presbiteri, i aixecà damunt l'altar major un cimbori, adornat amb les figures de l'anyell i dels evangelistes, sostingut per quatre columnes de marbre rosa i els corresponents capitells de marbre blanc. Edificà, a més, la cripta circular dita de la Nativitat o del Pessebre, amb un pilar central molt gros, on es venerava la imatge romànica de la Mare de Déu del Pessebre, i també la capella sobreposada de la Trinitat i els dos campanars llombards, a l'extrem dels braços del creuer de la basílica, de quaranta metres d'alçada, dels quals solament es conserva actualment el del costat sud. Oliba va viatjar a Roma i va proclamar la Treva de Déu a la diòcesi d'Elna el 1026. Va morir a Cuixà el 1046.

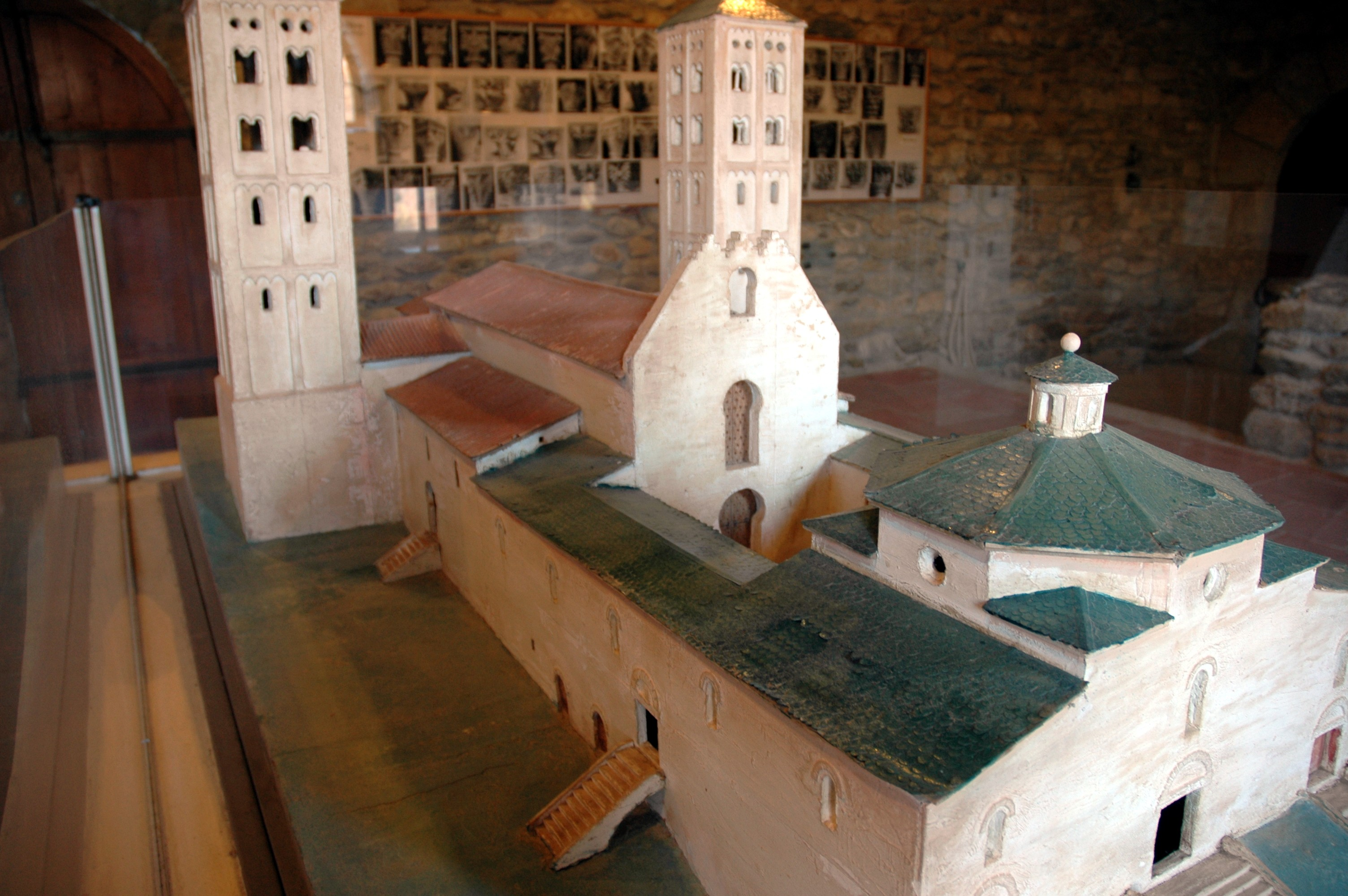
Maqueta de l'abadia en temps de l'abat Oliva (1040)

L'existència d'un escriptori, bressol de la historiografia catalana, dona, d'altra banda, testimoni de l'alt nivell cultural assolit pel monestir d'aquella època. Hi foren redactats uns annals continuats poc temps després del 985 a Ripoll (Cronicó Rivipul·lense I), l'opuscle sobre Cuixà del monjo Garcies (1040-1046), la vida de Pere Orsèol (cap a la fi del segle ix) i la versió primitiva dels Gesta comitum Barchinonensium (1162-1184). Possiblement, hi fou també composta la famosa Cançó de Santa Fe, en llengua romànica, vers el 1060.

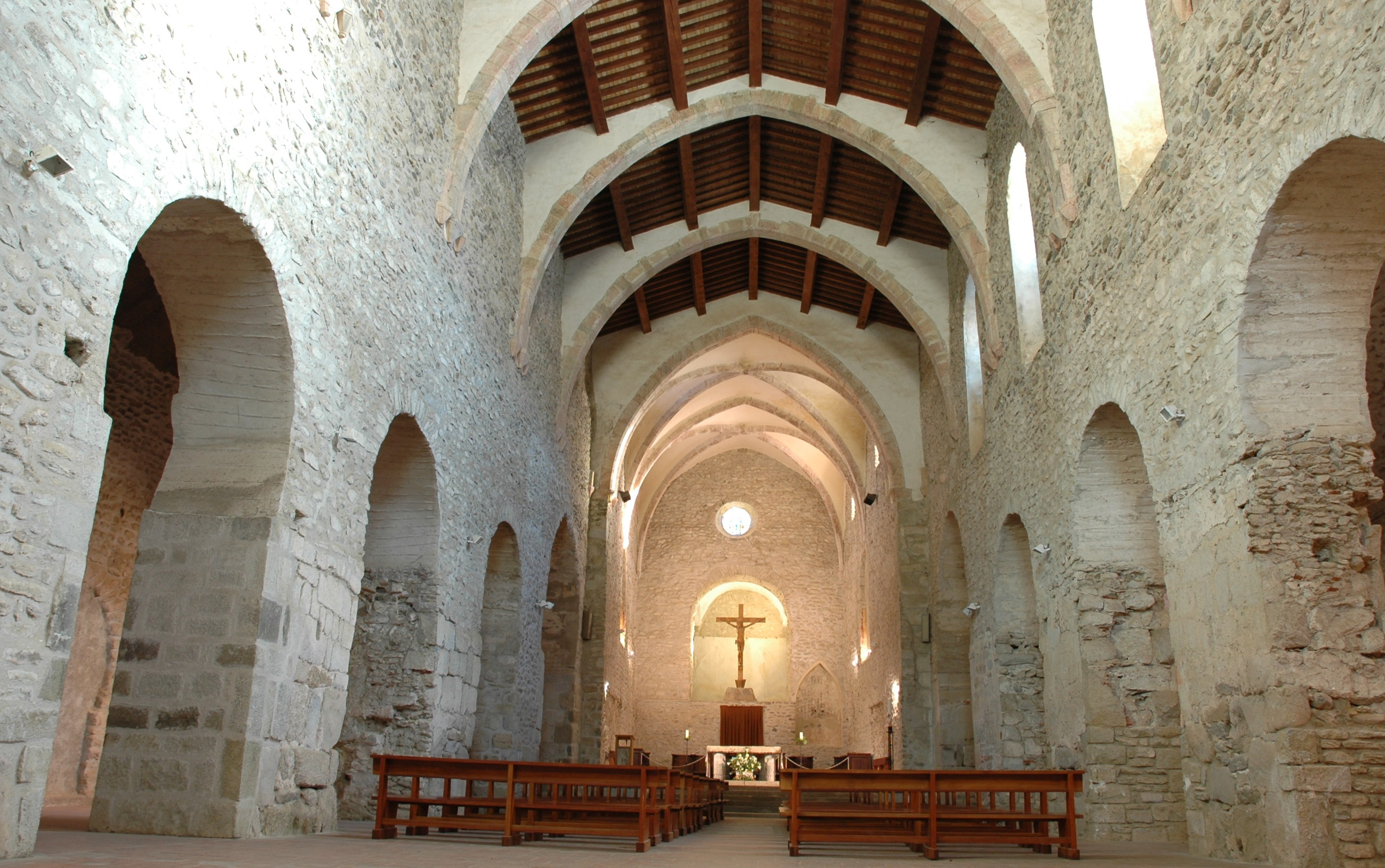
Interior de l'església

El comte Guillem de Cerdanya va unir Cuixà a l'abadia de Sant Víctor de Marsella (1091), i no va recobrar la independència fins a la segona meitat del segle xii, quan es convertí en un monestir de tipus feudal, amb extensos dominis senyorials i àmplies atribucions civils i eclesiàstiques, atorgades als seus abats, esdevinguts comendataris des del 1473.
L'apogeu de riquesa i de potència del monestir tingué lloc a la primera meitat del segle xii, quan es van construir un imponent claustre de marbre rosat, amb una extensa decoració escultòrica, i el cor alt occidental o tribuna, també de marbre esculpit, per iniciativa de l'abat Gregori (1120 - 1146), que va ser nomenat arquebisbe de Tarragona el 1136. A la segona meitat del segle, començà un període de decadència
espiritual i material només compensat, en part, durant el govern de l'abat Gausbert de Castellnou, que restablí el bon ordre a Cuixà i obtingué privilegis de Jaume I.
Els períodes següents de l'edat mitjana no són pròspers per a Cuixà i no es renoven els edificis de l'abadia. No obstant això, la riquesa de l'abadia és evident, amb un domini territorial realment important i una jurisdicció "quasi episcopal" sobre una quinzena de parròquies repartides entre les diòcesis d'Elna i d'Urgell.

### Decadència
Durant els segles xiv i xv, el monestir va ser regit per abats comendataris que no residien a Cuixà, i entrà en un llarg camí decadent, com altres centres religiosos del país. La reforma institucional i econòmica que va viure l'abadia el segle xvi va propiciar un canvi decisiu en l'aspecte arquitectònic. D'una comunitat monàstica es va passar a una mena de capítol, en què els diferents oficis claustrals (prior, infermer, sagristà major, cellerer, etc.) tenien residència i rendes pròpies. És probable que la necessitat d'adequar espais privats per a cadascun d'aquells dignataris alterés l'estructura medieval de l'abadia. A més, l'església es transformà afegint-hi capelles laterals, en detriment de les existents a la nau, que es construïren amb volta catalana de maó. L'habitatge del sagristà major s'edifica a la capella de la Trinitat que, el segle xv, segons alguns indicis arqueològics, estava en condicions ruïnoses, a punt d'esfondrar-se.
Després d'haver format part de la província benedictina de Narbona, en virtut de la butlla Summi Magistri dignatio de Benet XII (1336), Climent VIII l'agregà a la Congregació Claustral Tarraconense (1592), a la qual va pertànyer fins a la seva extinció, l'any 1793.

### Després de la Revolució

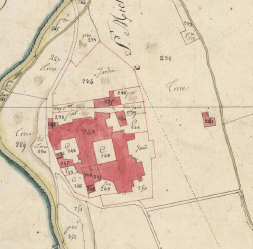
Sant Miquel de Cuixà en el Cadastre napoleònic del 1812 (Arxius Departamentals dels Pirineus Orientals)

La vida monàstica, encara que en precari, continuà fins a la Revolució francesa. L'abadia desaparegué: els seus edificis foren venuts i s'hi instal·laren naus industrials i agrícoles. El campanar nord s'esfondrà l'hivern del 1829. Al llarg d'aquest segle, els edificis del voltant de l'església es van anar malmetent a poc a poc; el claustre fou venut, capitell a capitell, el mateix que la font, als antiquaris i als amants del col·leccionisme. El 1908, no en quedaven més que dotze columnes.
El 1913, un escultor estatunidenc, George Grey Barnard, que ja havia comprat algunes escultures de Cuixà a un antiquari parisenc, es desplaçà fins al Conflent i adquirí moltes de les obres que es trobaven disseminades pels encontorns. Aquestes adquisicions van donar origen a la reconstrucció del claustre al museu The Cloisters de Nova York. No obstant això, Barnard no va poder comprar les peces que adornaven l'edifici dels banys de Prada, ja que van comportar la mobilització del poble per tal de conservar-les: "les havien comprat ells i pertanyien a França". Aquests capitells van ser utilitzats per a la reconstrucció de la meitat del claustre el 1955.
El 1919, Ferran Trullès va comprar l'abadia i hi va reallotjar els cistercencs de Fontfreda, que havien abandonat l'estat francès a l'època de les lleis sobre les congregacions. Els cistercencs s'hi van instal·lar i van ser substituïts, el 1965 i a petició d'ells, per una reduïda comunitat benedictina procedent de Montserrat. A la dècada del 1920, l'abadia va ser objecte de diverses campanyes de restauració dutes a terme pels serveis dels Monuments Històrics. El 1938, les obres foren dirigides per l'arquitecte i arqueòleg Josep Puig i Cadafalch, obligat a fugir de Catalunya durant la Guerra Civil. Es descobrí en aquesta etapa la cripta del Pessebre. El 1952, sota les construccions de l'habitatge del sagristà major, es descobrí i reconstruí l'església de la Trinitat. El 1954, Pau Casals, en aquesta església que encara no tenia sostre, inaugurà el Festival de Música Clàssica de Prada. El monestir es va cobrir el 1957. El 1969, fou recuperada l'ara de marbre, romànica, de l'altar major, conservada en una casa de Vinçà.

### Llista d'abats[4]
- 878-883 Protasi
- 900 Eliseu
- 901 Gondefred
- 943 Amitard
- 947-955 Gondefred
- 957-959 Ponç
- 962-963 Gondefred
- 965-988 Garí
- 991-1004 Guifré
- 1009-1046 Oliba
- 1048 Miró.
- 1050-1072 Gaufred
- 1073-1087 Gibert
- 1091-1102 Pere Guillem
- 1117 Bernat
- 1121-1146 Gregori
- 1146-1153 Gaufred
- 1157-1173 Ausbert
- 1175 Gregori
- 1185-1187 Bernat
- 1188-1203 Arnau
- 1203-1218 Pere d'Ortafà
- 1238-1241 Bertran
- 1250-1251 Bernat
- 1252-1268 Gausbert
- 1268-1293 Berenguer de Puig-alt
- 1298-1305 Guillem
- 1309-1316 Ramon de Bolvir
- 1316-1342 Grimau de Banyuls
- 1345-1347 Bernat de Llordat
- 1349-1356 Ameli de Brassac
- 1357 Ramon
- 1357-1380? Bertran del Coní (Conill?)
- 1380 Guillem de Castellet
- 1380-1407 Galceran Descatllar
- 1407-1419 Guillem Samasó
- 1419-1461 Berenguer de Pontons
- 1461-1471 Joan Millars
- 1475-1481 Charles de Saint Gelais
- 1491-1493 Pierre de Saint-Amand
- 1494-1499 Cèsar Borja, abat comendatari
- 1499-1505 Bernat Boïl
- 1507-1511 Jaume de Serra, abat com.
- 1512 Peire Loïs de Voltan (Tolhan?)
- 1516-1519 Juli de Mèdici, abat com.
- 1522 Nicolau Xambeu
- 1522-1529 Enric de Cardona, abat com.
- 1533-1535 Girolamo Doria, abat com.
- 1538-1559 Arcàngel Mercader
- 1561-1571 Lluís de Sagarriga
- 1573-1574 Bernat de Josa
- 1579-1584 Joan Baptista Cardona
- 1589 Baltasar Comte
- 1592-1612 Bernat de Cardona i de Queralt
- 1612-1614 Francesc Queralbs
- 1615-1618 Francesc d'Erill i de Sentmenat
- 1619-1630 Pere de Puigmarí i de Funes
- 1631 Vicenç Ferrer
- 1632-1647 Joan Miquel Salaverdenya i de Sarrovira
- 1647-1660 Francesc de Montpalau
- 1653-1661 Josep Gelpí i Julià
- 1660-1684 Josep de Viladot
- 1684 Loïs Aubert de Montmaur
- 1689-1701 Josep de Trobat
- 1701-1716 Jean-Hervieu Basan de Flamenville
- 1720-1756 Salvador de Copons i de Tamarit
- 1756-1758 Jacques de Caors
- 1759-1771 Joan Baptista de Guanter
- 1771-1790 Josep de Rard i de Taqui

## Arquitectura
L'actual conjunt monàstic és el resultat de tres moments constructius: el temple consagrat el 974, les reformes
i noves construccions de l'abat Oliba durant la primera meitat del segle xi, i el claustre que correspon a l'època de l'abat Gregori.

### L'església

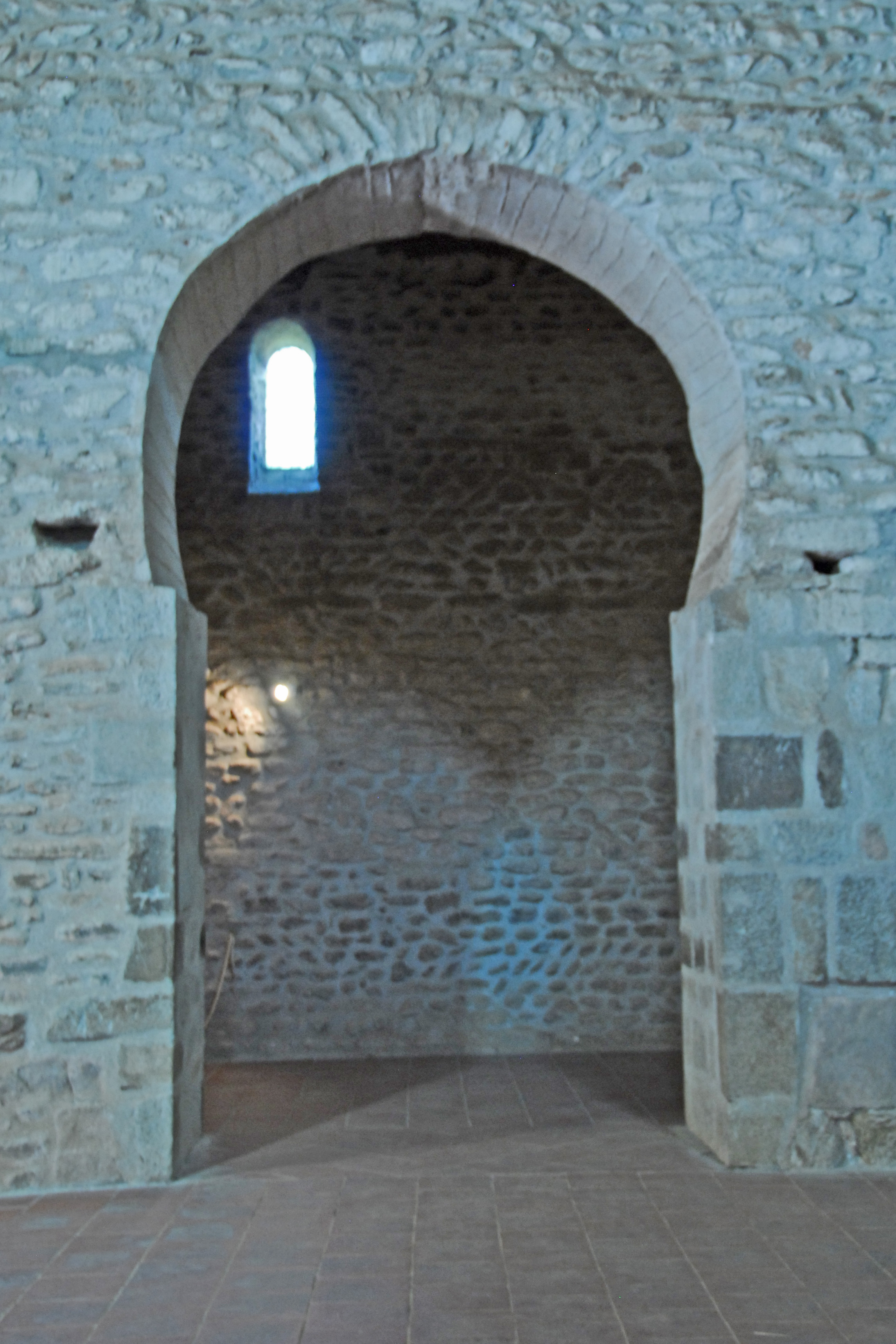
Arc de ferradura

L'església primitiva ha rebut moltes modificacions al llarg dels segles. Va ser proveïda d'una volta de creueria el segle xiv; es transformà el XVI i fou saquejada el 1793. Actualment, es presenta com una església de tres naus, amb un transsepte que sobresurt, una capçalera principal rectangular i quatre absidioles de planta semicircular.
Al transsepte, a les finestres i als arcs que connecten la nau central amb les laterals, es conserven diversos arcs de ferradura que corresponen a la construcció preromànica. També en tenen, a l'exterior, les dues grans finestres de la capçalera, una petita finestra al cim de la façana oest i la de l'extrem oest del mur sud.
En l'abadiat d'Oliba, es va dur a terme la construcció de nous edificis superposats: la cripta del Pessebre i el santuari de la Trinitat, del qual només resten els fonaments. Totes les modificacions i afegitons procurats per aquest abat tenien una intenció principalment simbòlica, com és el fet que, un cop acabat el santuari de la Trinitat, el conjunt abacial tenia dotze portes, com la Jerusalem mítica. Al mateix temps, es va construir un deambulatori rectangular que envoltava la capçalera. Més tard, s'aixecaren un metre les naus laterals per tal d'il·luminar la nau amb tres finestres de doble esqueixada i arc de mig punt.

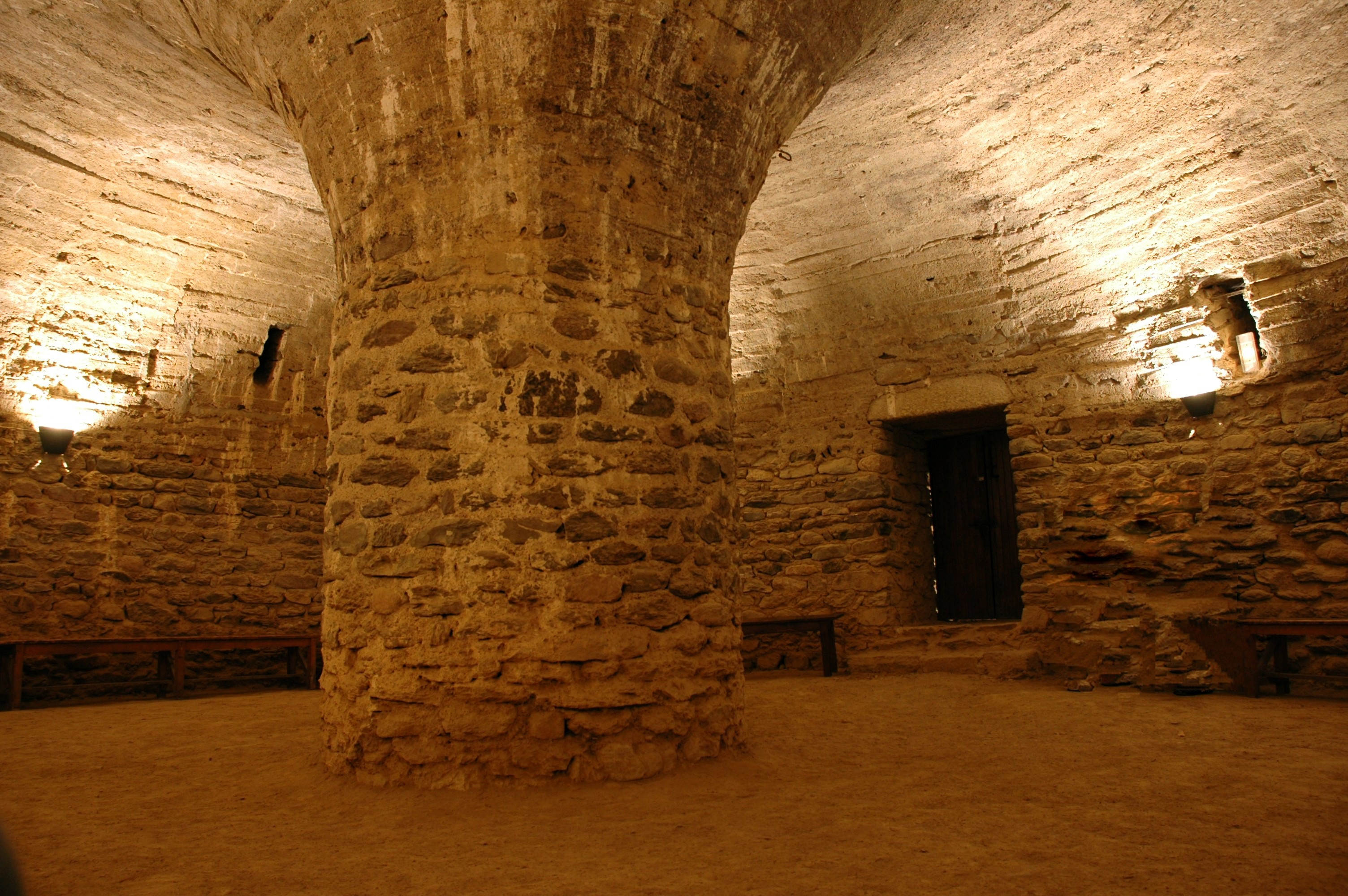
La cripta del Pessebre

La part més ben conservada del conjunt d'obres realitzades per Oliba és la cripta del Pessebre. Es troba al sector oest de l'església preromànica i fou dedicada a la Nativitat, amb motiu de les relíquies del Pessebre portades de Roma per l'abat Garí. La componen dues naus laterals que perllonguen, a un nivell més baix, les naus laterals de l'església i que es comuniquen entre si per dues naus transversals.
Totes les naus són cobertes amb volta de canó de mig punt, separades per arcs torals sostinguts per pilars cruciformes. La nau lateral nord comunica amb el santuari central per una porta amb llinda i arc de descàrrega. Aquest santuari és de planta gairebé circular, amb un pilar central massís i cilíndric fet de maçoneria. Hi ha una porta baixa que comunica amb una galeria i dues finestres d'esqueixada simple i estreta. La intenció simbòlica de la cripta és evident, potser a imitació de la cripta de Santa Maria Major, a Roma, on es conservaven les relíquies del Pessebre vingudes de l'Imperi Romà d'Orient el segle vii.

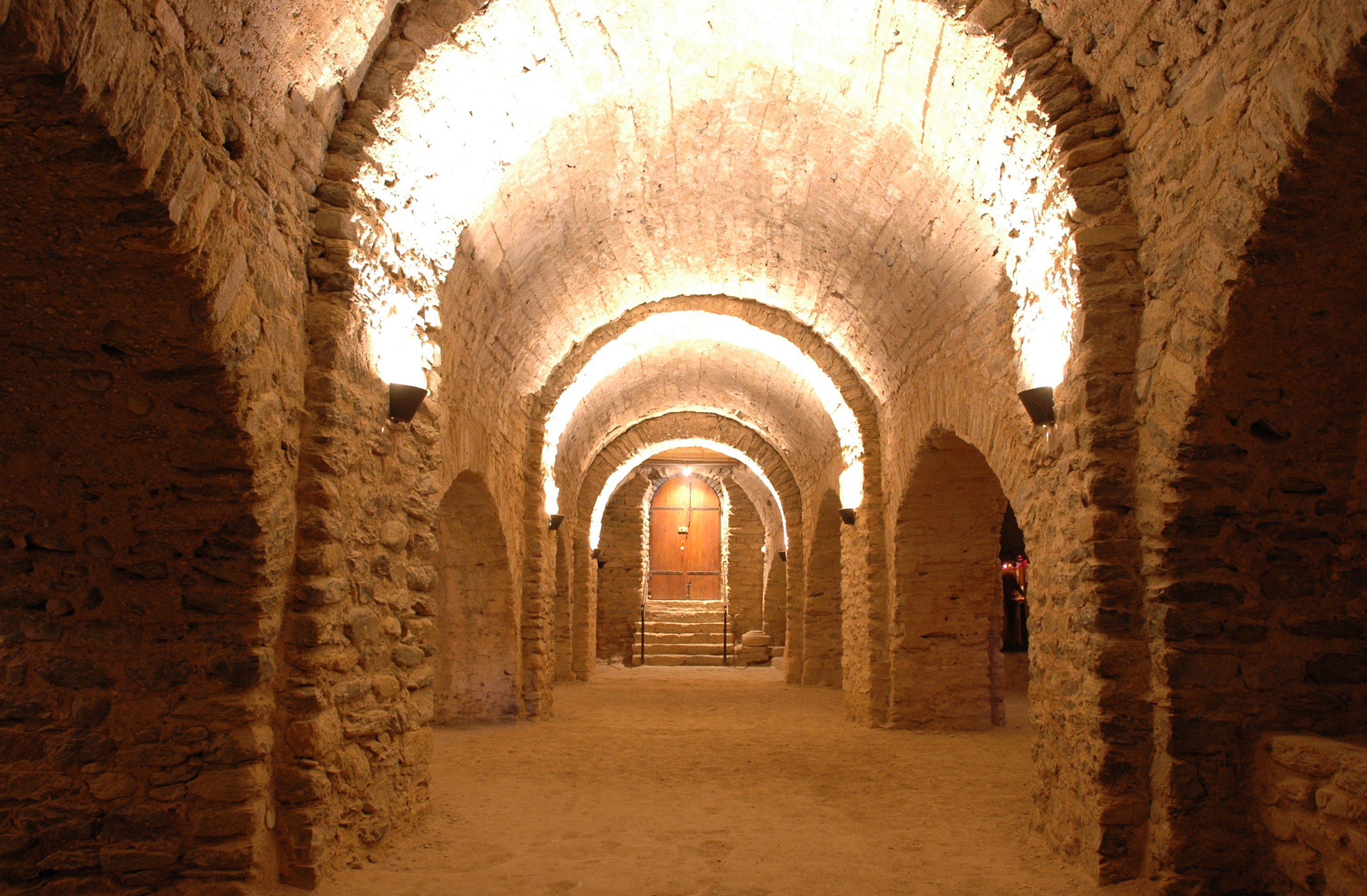
L'església preromànica

També es deu a l'abat Oliba la construcció de dos campanars de planta quadrada, un a cada costat del transsepte. El que s'alçava al costat nord es va ensorrar l'any 1839. El del braç sud del transsepte es manté en tota la seva alçada i constitueix un bell exemplar de torre romànica de tipus llombard. Consta de quatre pisos que s'alcen sobre un gran basament atalussat tardà, fet per reforçar-lo i evitar que s'esfondrés. Les obertures es reparteixen al llarg dels quatre nivells: el primer pis i el segon tenen dues finestres senzilles d'arc de mig punt a cada cara; al tercer i al quart, també a cada façana, hi ha una parella de finestres geminades d'arc de mig punt, separades per una columna amb capitell llis i, finalment, per sobre de les finestres del darrer pis s'obren uns petits ulls de bou.

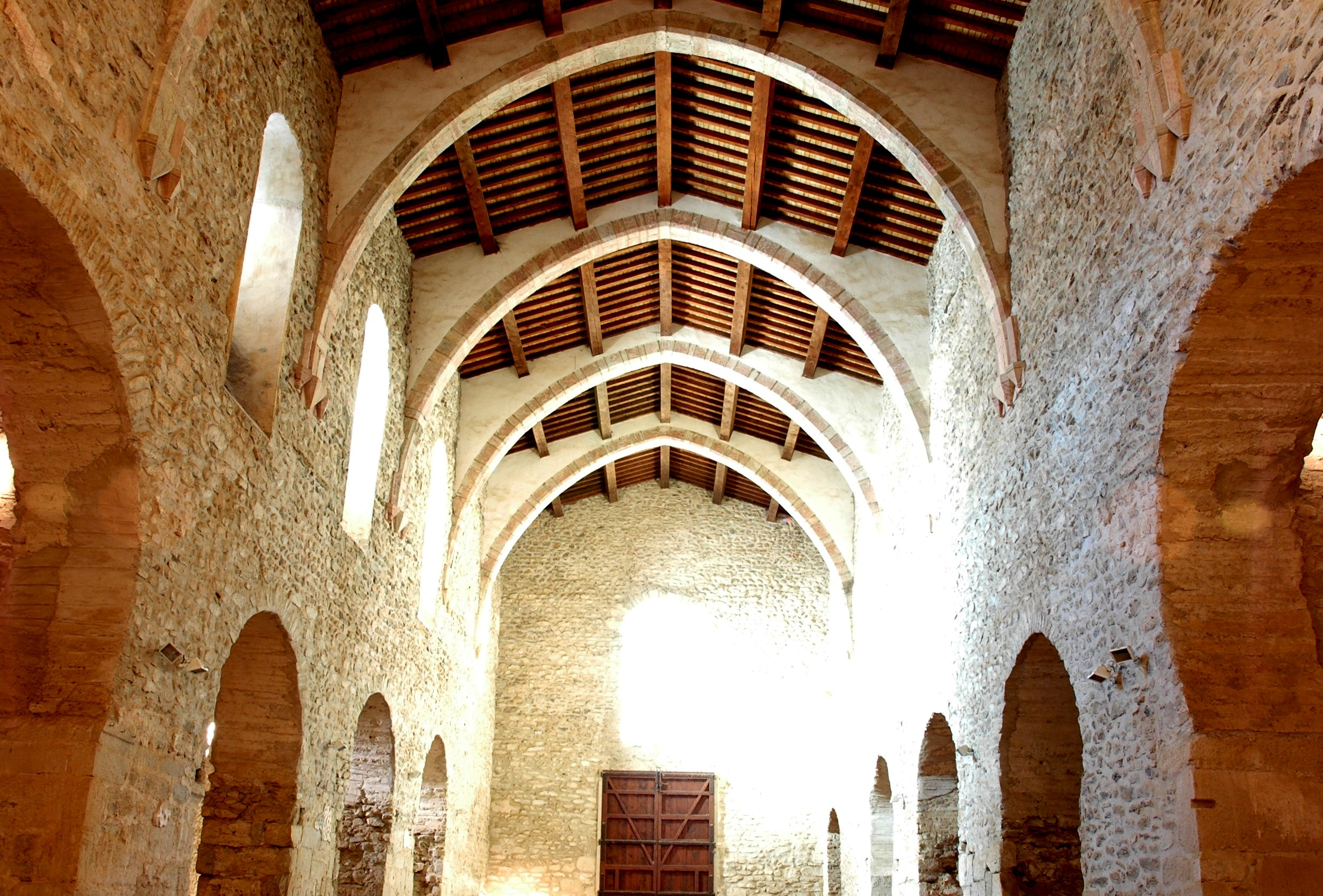
Interior de l'església, s'observen els arcs de ferradura que comuniquen la nau central amb les laterals

Les façanes presenten la clàssica decoració llombarda que consisteix en una lesena central entre lesenes cantoneres, i frisos d'arcuacions, en dos grups de tres arcs cecs, que emmarquen les finestres, al primer i al segon pis, i en dues sèries de quatre a la part superior de la torre, per sobre dels ulls de bou, que inclouen en un sol registre els dos pisos de finestres geminades. Completa la decoració un doble fris de dents de serra que ressegueix la part superior de les arcuacions del primer pis. Uns merlets, obra de reparacions posteriors, coronen aquesta imponent torre campanar.

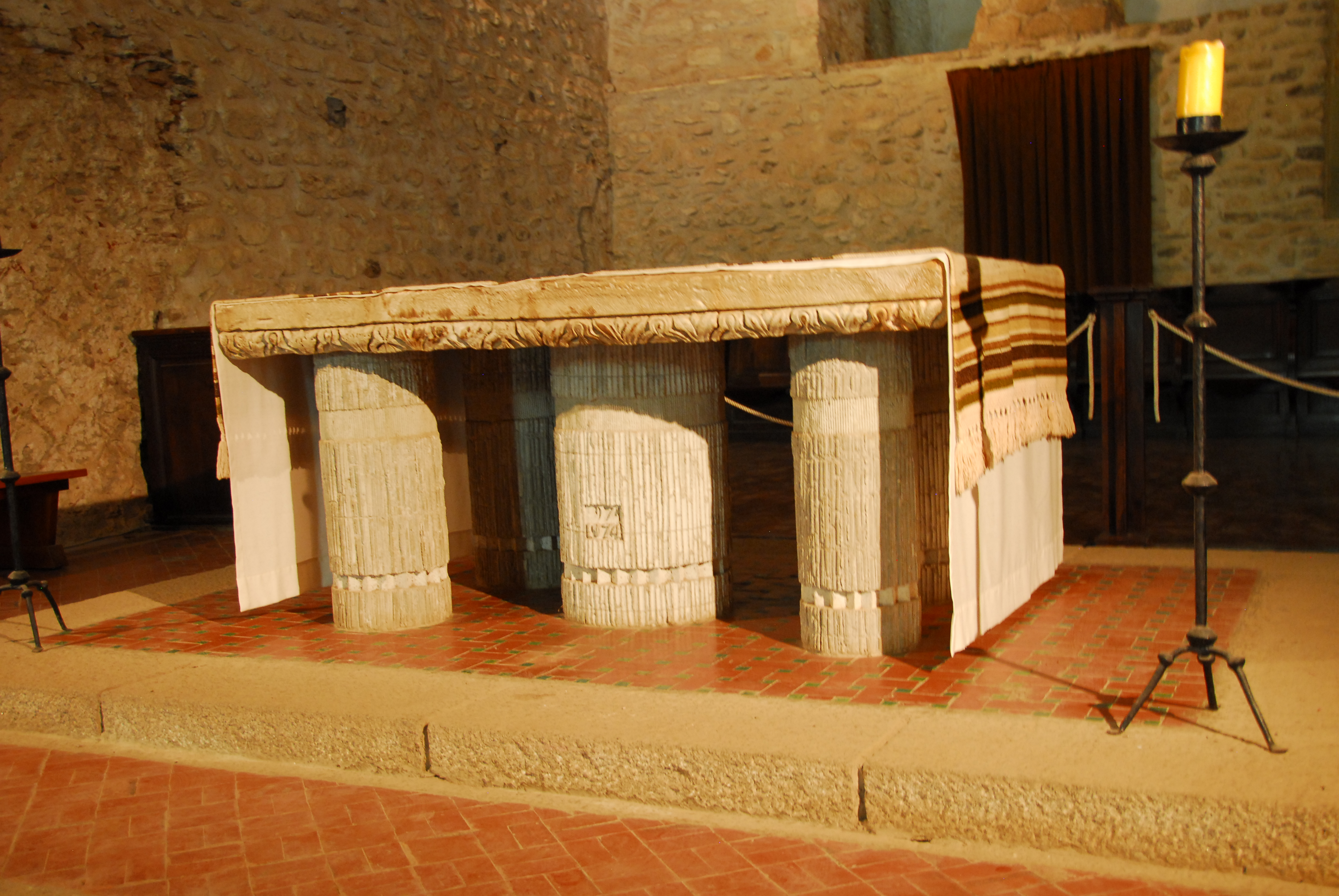
L'ara recuperada

L'ara de l'altar major, consagrat l'any 974, que restà durant molts anys transformada en balcó d'una casa de Vínçà, va ser reintegrada al monestir el 1974. És de marbre de Carrara. Segons la descripció que en feu el monjo Garsies, al segle xi, era sostinguda per quatre columnes hexagonals de marbre blanc, malauradament desapareguda. També es conserva una peça de marbre esculpida en baix relleu dedicada a Gregori el Gran, en què apareix dret, recolzat sobre un bàcul i sostenint, amb la mà esquerra, un llibre. Un fragment de pintura mural, d'estil purament romànic, decora l'intradós d'una finestra de l'absis central.

### El claustre

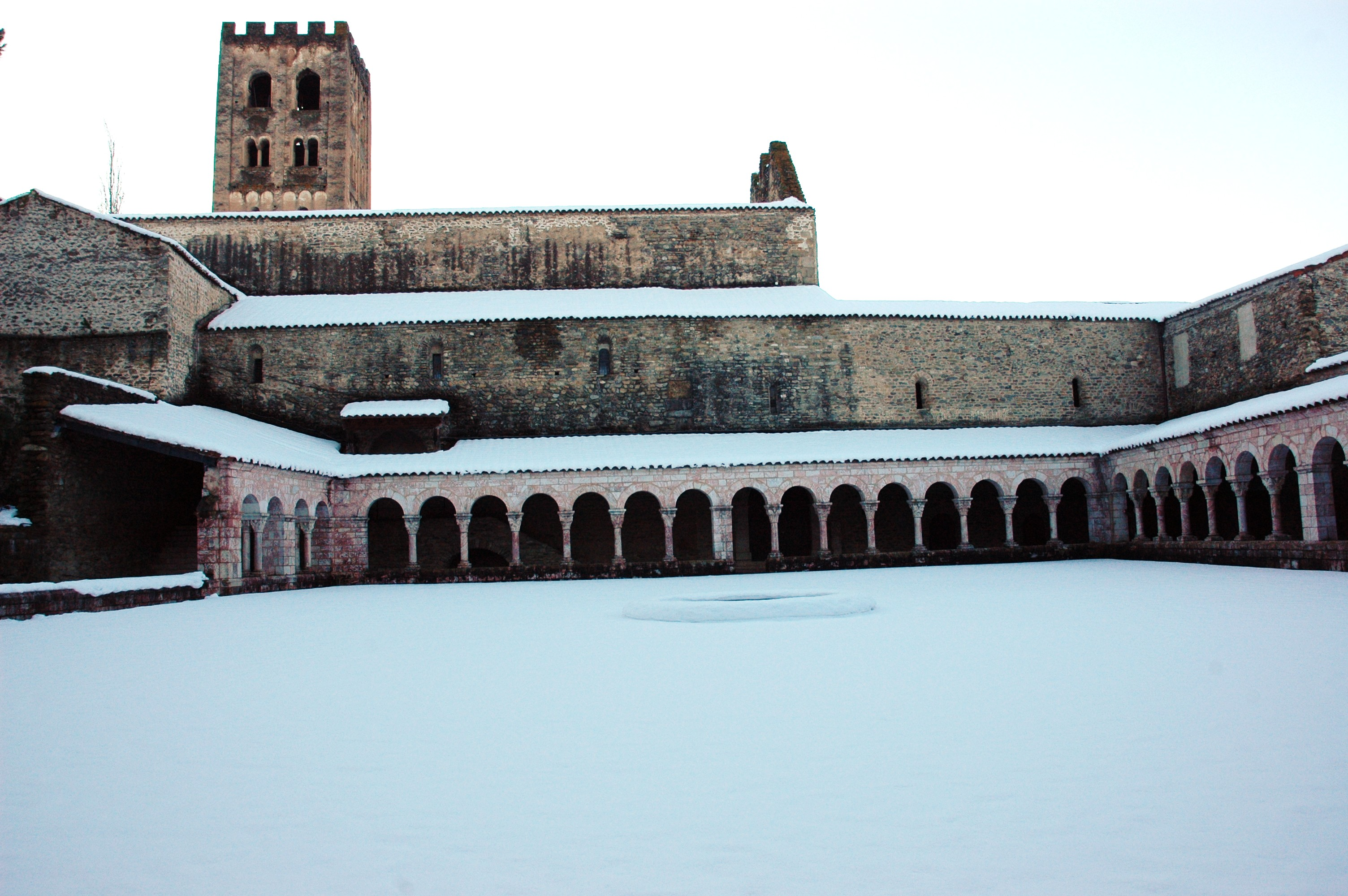
El claustre

El claustre es va començar a construir durant el segle xii i és completament romànic. Es construeix amb forma de quadrilàter irregular amb els seus quatre costats diferents, 29,4 metres el nord, 37,4 metres l'est, 27,2 metres el sud i 37,8 metres l'oest. És un dels més grans de la zona. Els capitells i les columnes són de marbre rosa i estan decorats amb motius de decoració vegetal i animal, hi abunden els lleons de totes les classes.

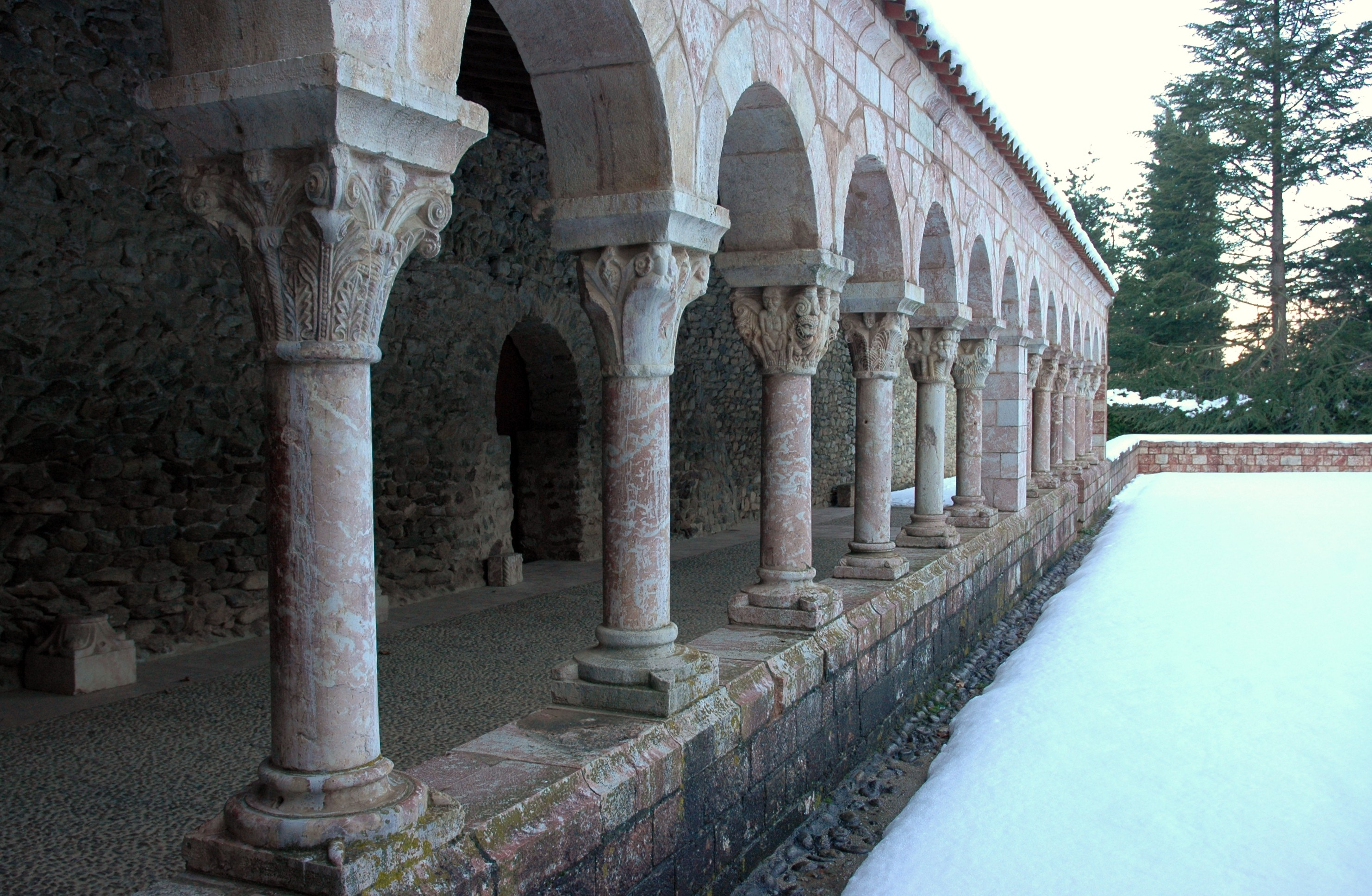
Detall de l'ala oest del claustre

Totalment destruït i dispersats els seus capitells a partir del 1796, el que es veu avui és una reconstrucció del 1954 amb els elements que es van poder recuperar. La resta de capitells són al museu The Cloisters de Nova York. Els ornaments, més simbòlics que narratius, sorprenen per la presència de motius d'inspiració oriental.

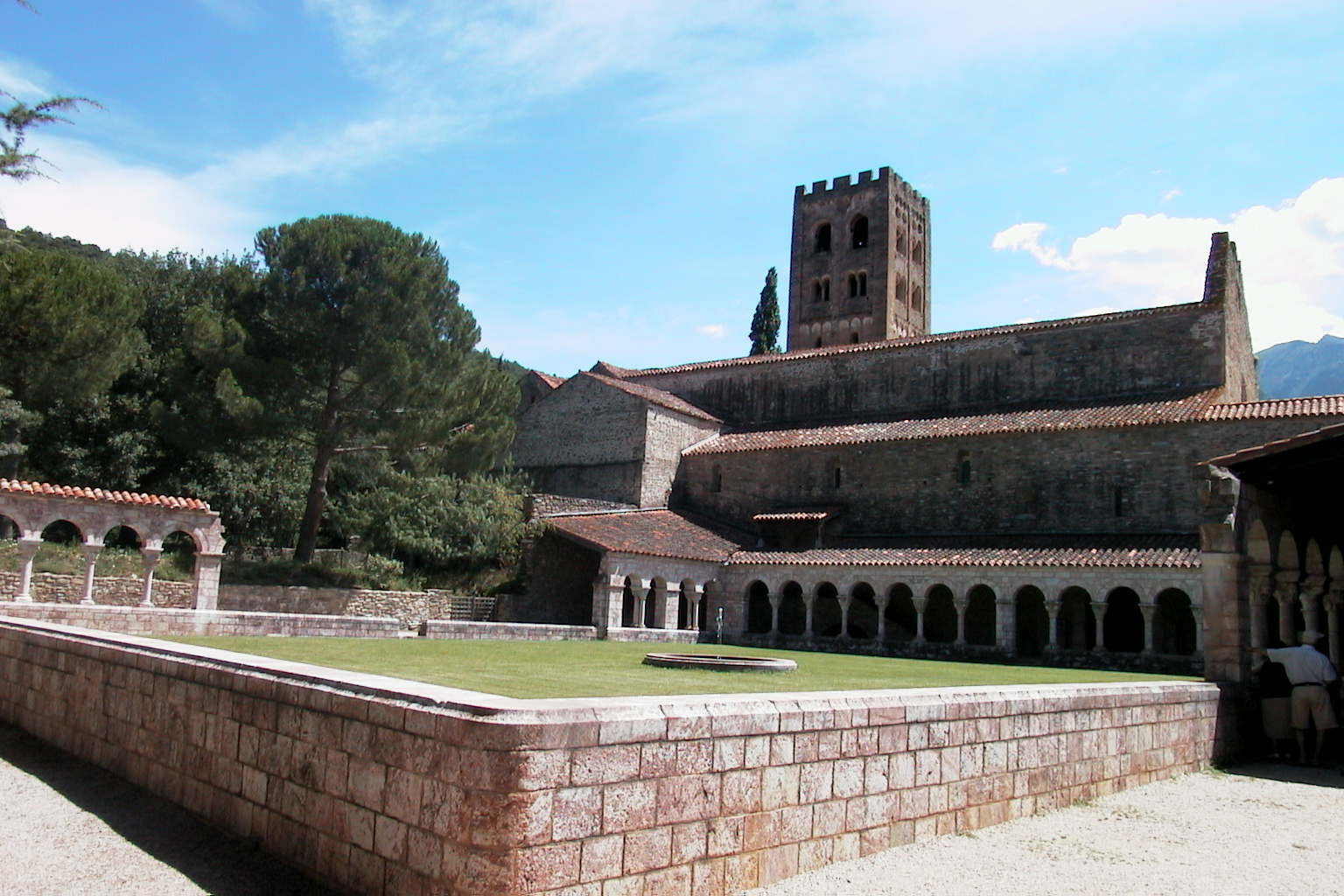
Fragments del claustre conservats

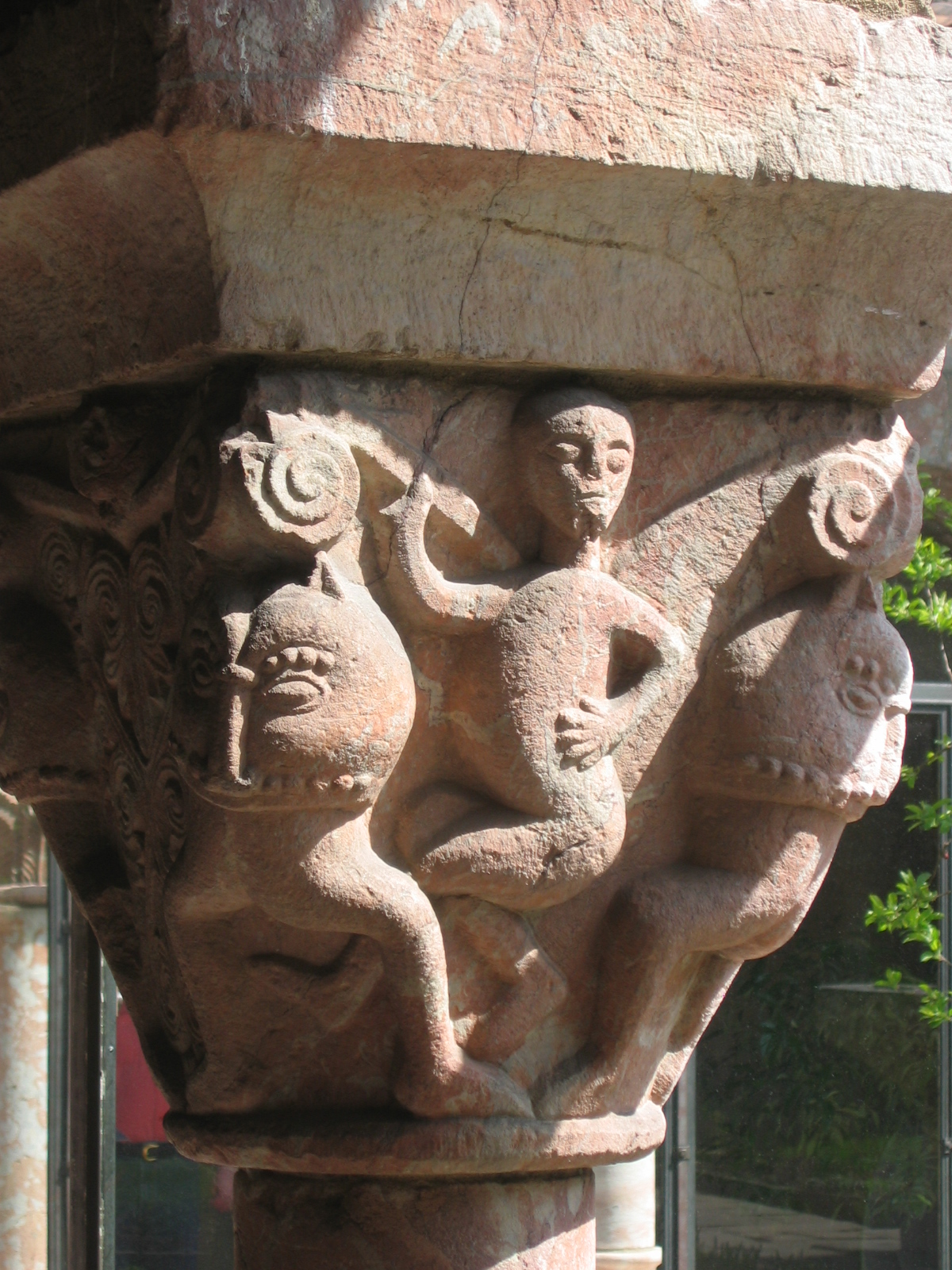
Capitell romànic del claustre de Sant Miquel de Cuixà, actualment al museu The Cloisters (Nova York)

El claustre conté un total de 35 capitells, dels quals 27 són originaris del claustre construït el segle xii, mentre que els vuit restants van pertànyer a la tribuna interior de l'església, i recol·locats en la seva reconstrucció moderna. Si s'observa amb deteniment, es pot distingir la diferent factura dels uns i els altres. Per començar, podem comprovar que els primers (originals del claustre) són una mica més grans que els segons (pertanyents a la tribuna), la tècnica utilitzada en els primers no és el trepanat, com sí que ho és en els segons. La temàtica d'aquests primers capitells també és més senzilla en la seva elaboració; apareixen temes vegetals i animals que es repeteixen contínuament, lleons desproporcionats, àguiles i fulles de palma que omplen les cares dels capitells. Si bé cal dir que els primers són anteriors als segons, aquests últims han estat elaborats segons els primers, ja que repeteixen els mateixos temes i detalls. El segon taller que va realitzar la tribuna va prendre com a exemple moltes de les representacions del primer taller que va realitzar els capitells del claustre, i que després va aplicar en altres llocs com Serrabona o Elna.

#### Els capitells
| Capìtells de Sant Miquel de Cuixà | Capìtells de Sant Miquel de Cuixà                   | Capìtells de Sant Miquel de Cuixà | Capìtells de Sant Miquel de Cuixà                    | Capìtells de Sant Miquel de Cuixà | Capìtells de Sant Miquel de Cuixà |
| --------------------------------- | --------------------------------------------------- | --------------------------------- | ---------------------------------------------------- | --------------------------------- | --------------------------------- |
|                                   |                                                     |                                   |                                                      |                                   |                                   |
| Capitell 19 de l'ala oest         | Capitell 30 de l'ala est. Prové de l'antiga tribuna | Capitell 34 de l'ala est          | Capitell 24 de l'ala oest. Prové de l'antiga tribuna | Capitell 6 de l'ala sud           |                                   |

|                           |                                                      |                         |                                                      |                                      |
| Capitell 25 de l'ala oest | Capitell 22 de l'ala oest. Prové de l'antiga tribuna | Capitell 4 de l'ala sud | Capitell 18 de l'ala oest. Prové de l'antiga tribuna | Una altra cara del capitell anterior |

## Cultura
L'Associació Cultural de Cuixà, integrada pels amics de l'abadia, organitza unes jornades anuals d'estudi sobre la història de l'art romànic als Països Catalans, com també concerts, i recull en una publicació especial (Les Cahiers de Saint-Michel de Cuxa) els treballs i les conclusions dels participants.

## Una de les Set Meravelles del patrimoni cultural material de Catalunya
El monestir de Sant Miquel de Cuixà ha estat elegit per votació popular com una de les Set Meravelles del patrimoni cultural material de Catalunya.

De les catorze propostes de meravella de l'àrea dels Pirineus, les més votades han estat Sant Miquel de Cuixà, amb el 34% dels vots i les esglésies romàniques de la Vall de Boí, amb un 31%. Les altres dotze propostes eren l'antiga abadia de Santa Maria de Gerri de la Sal, la basílica de Santa Maria de Talló de Bellver de Cerdanya, la catedral de la Seu d'Urgell, el Claustre i Santa Tomba d'Arles, el Crist de Sant Vicenç de la Llaguna, l'Ecomuseu de les Valls d'Àneu, l'església de Sant Joan d'Isil, l'església de Santa Maria d'Arties, l'església Santa Maria de Covet, la farmàcia Esteve de Llívia, el monestir de Sant Martí del Canigó i el Museu d'Art Modern de Ceret.

## Patrimoni de Cuixà
Cuixà (el lot patrimonial que posseïa la casa de Cuixà en el moment de quedar definitivament constituïda l'any 879, i que era el producte de la suma dels béns acumulats al monestir d'Eixalada i dels que havia reunit particularment Protasi).

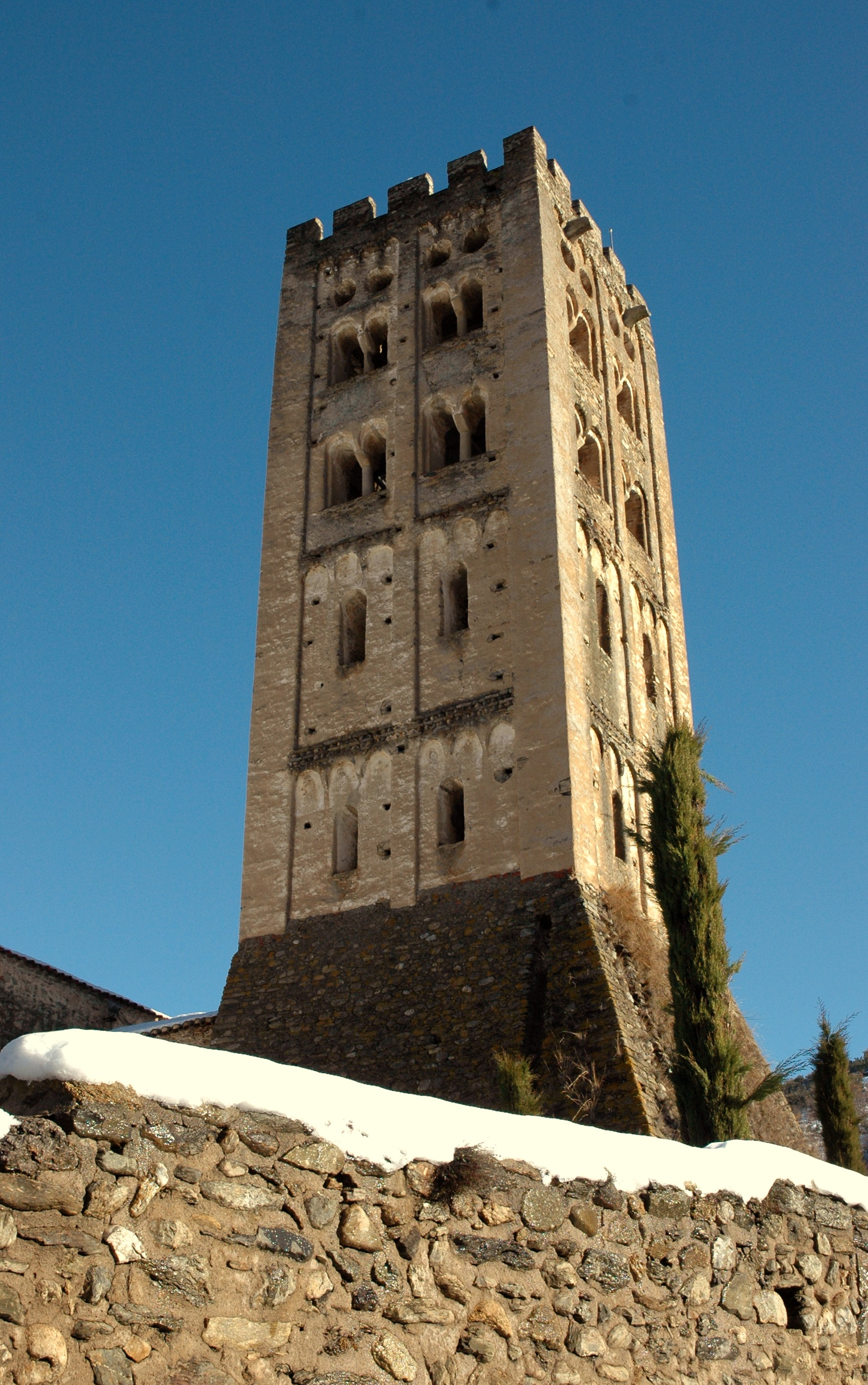
Campanar de Sant Miquel de Cuixà, des del qual es podia dominar part del patrimoni de Cuixà

Aquest lot resta sensiblement invariat per més de mig segle; només l'any 885 s'hi afegí la donació comtal de la parròquia de Sant Pere dels Forcats i la ratificació de l'alou de Campllong (ap. 62). Després, fos per descurança en la direcció de la casa, fos per desviació i desinterès per part del patronatge que corresponia al comte Miró el Jove, cessen gairebé en absolut les noves aportacions. I no es reprenen fins al 941 amb la donació comtal, de la mare Ava de Cerdanya i els fills Sunifred II de Cerdanya, Guifré, Oliba Cabreta i Miró, d'un alou a Fullà (ap. 66), donació especialment dedicada a la nova esglesiola de Sant Miquel bastida tocant a la vella de Sant Germà. Aquest és el punt de partença de la gran etapa d'expandiment que, en bona part, per no dir generalment, és obra personal del comte Sunifred. Perquè cal fer una discriminació en el patrimoni entre els que són petites propietats disperses, sovint camps o vinyes isolades, o tot al més masos de tinença reduïda, i les grans unitats que comporten grossos pellancs de muntanya amb els boscos i pasturatges pertinents. Aquelles s'obtenen mitjançant compres i donacions privades i sols per agregació i amb molt d'esforç i temps s'arriba, i encara poques vegades, a integrar-les en unitats de relativa importància. Les grans possessions muntanyenques, les que fan taca damunt un mapa, tenen orígens fiscals, més o menys remots, com a terres silvestres i ermes, i en general romanien encara a mitjan segle x en mans dels comtes, o dels seus al·legats.
El comte Sunifred podia disposar d'immenses extensions de muntanya en els seus dominis del Conflent, de la Fenolleda, del Capcir i de la Cerdanya, i de fet en disposà copiosament a favor de la seva estimada casa de Cuixà. Arrodonint l'alou de Cuixà amb tota la vall superior del Lliterà (I); completant l'alou de Llec (II); cedint probablement l'alou de Vallmanya (III); donant l'alou de la Llagona (XIV); llegant en testament els dels Angles i Matamala (XV), el d'Orús (XVIII) i el de Tavèrnoles i Sornià (XXVI); i fent donació de l'alta vall de la Bolzana (XXV).
Quan no és el comte personalment el qui dona aquelles grans possessions muntanyenques són familiars seus o bé els seus vescomtes. De la comtessa mare Ava, procedeix la vall de Balaguer (XI), del vescomte Bernat l'alou de Sautó (XII), segurament de derivació vescomtal és Vallestàvia (IV). Ignorem la procedència de la vall de Tarerac (V) i de l'alou d'Arbussols (VI), però és molt probable que en els seus orígens trobaríem també una pertinença fiscal.
La immobilitat de les propietats de muntanya que permeté de traspassar-ne del fisc al monestir tan extenses porcions, no es dona pas, en canvi, a les terres planes, molt més aptes per al cultiu intens. Per la seva potencial riquesa, que exigeix altrament l'aplicació continuada de l'esforç humà, tendeixen a un canvi molt major de mans i a una forçada disgregació Quan, per circumstàncies de concessions antigues, s'ha conservat algun lot de relativa importància reunit, ja no és el comte qui pot cedir-lo, sinó un particular; per exemple el cas de l'alou de Rigolissa (XVI), donació de la muller Adelilda. El mateix comte Sunifred, quan vol donar l'alou de Catllar (VII), cal que primer l'adquireixi per canvi del monestir de la Grassa. I en general, a la plana, totes les donacions ho són de propietats fraccionades i, tot al més, d'unitats relativament reduïdes. El comte Sunifred no pot cedir a Arrià sinó les restes d'un patrimoni esqueixat, i a Sirac només les porcions que hi ha anat comprant (VIII). A Perecalç i Ortolanes, dona un alou que sembla molt important, però que és terriblement seccionat, producte d'un esforç particular d'agregació, esforç que no ha pas fet el comte, puix que el posseeix per compra (XXX).
Totes les altres possessions de Cuixà no són sinó un espargiment de petites unitats distribuïdes pel mateix Conflent, per les veïnes comarques del Rosselló i la Cerdanya, algunes fins a les més llunyanes de Rasés, Berga, Besalú i Osona, provinents d'altres tantes compres o donacions privades.
Un segon aspecte a assenyalar en el patrimoni de Cuixà en començar el darrer terç del segle x, és la possessió d'uns drets fiscals. El comte Sunifred no tan sols es despullà a favor del monestir d'importants porcions del seu domini territorial, sinó que començà a desintegrar també el capítol dels drets tributaris que nodrien la hisenda comtal, iniciant així el procés complicat de la decadència d'aquesta hisenda.
Quan llega testamentàriament l'alou dels Angles, hi afegeix ipso mercato (ap. 92), és a dir, com precisa la butlla posterior de Sergi IV, el teloneu d'aquest mercat. El rendiment d'aquest teloneu devia ser important donada l'excepcionalment bona situació del mercat en l'encreuament de les comarques de la Cerdanya, el Capcir i el Conflent. Quan dota la nova església de Sant Germà el 953 (ap. 77), entre altres béns, hi cedeix tertiam partem de cera qui mihi advenit de pascuarium de valle Confluente; és clar que el pasquari es devia pagar, no tan sols en cera, sinó amb molta mena d'altres productes; però, de tota manera, la concessió significava una dentada en els drets fiscals, amb la consegüent probabilitat d'una pretensió intervencionista per part del monestir en el control de la seva recaptació.
El tercer i darrer aspecte a considerar en l'evolució expansiva del patrimoni de Cuixà és el fet que fa referència a l'acreixement d'esglésies sota la regència del monestir. És un aspecte fonamental i bàsic, puix que no cal pensar que l'esforç de la casa en l'engrandiment dels seus recursos materials fos alimentat únicament per una ambició mundana de benestar i poder, ni que el comte Sunifred, ni els altres nombrosos donants de totes categories, es desprenguessin de llurs béns per càlcul ni per pura fatxenderia. Una raó espiritual profunda movia els uns i els altres, i aquesta raó era el millor servei de Déu.
Hi havia una part de sa egoisme en els donants que pretenien adquirir mèrits per la salvació de les seves ànimes, però en el fons hi havia la convicció i la voluntat de fomentar i participar en una obra espiritual col·lectiva destinada a facilitar l'adoctrinament religiós del poble, l'expansió del culte i la pràctica de les virtuts cristianes. Res més adient a aquest fins que fortificar la institució monacal que estava destinada a servir-los, procurant-li la major potència econòmica per a portar a efecte el seu destí.
La traducció pràctica, tangible per a nosaltres a través de l'eixuta informació documental, d'aquell objectiu fonamental, és l'al·ludit acreixement de temples, altres tants centres d'expansió religiosa i de cura d'ànimes.
En el moment de deixar constituït el nou monestir de Cuixà, l'any 879, l'església d'Eixalada havia estat destruïda per la inundació i no tornarà ja a reedificar-se; de l'antic monestir, quedaven les petites cel·les de Sant Pere d'Eroles i de Sant Joan, l'església de Sant Vicenç de Campllong donada pel comte Miró el Vell i la de Sant Tomàs de Balaguer, fundada segurament pels mateixos monjos d'Eixalada; Protasi hi aportava ara la de Sant Germà de Cuixà que ell hi havia fundat i la de Sant Salvador de Llec que li havia estat donada. En rigor, doncs, el monestir, prescindint de l'església pròpia i de les petites cel·les, atenia la cura de tres esglésies de caràcter parroquial.
A la mort del comte Sunifred, en canvi, Cuixà regeix fins a vint-i-dues parròquies. Si en restem les tres antigues, anteriors al 879, i la de Sant Pere dels Forcats, que li fou donada pels comtes el 885, les altres divuit les obtingué per cessió o per fundació pròpia en el període de regiment del comte Sunifred, paral·lelament a la gran expansió econòmica de la casa.
Cal distingir, entre aquestes divuit, dues sèries de diferent caràcter. Unes eren parròquies ja existents, de caràcter i fundació privades, que llurs patrons traspassaven al monestir, ja sia junt amb el predi que servien, ja isolades, amb el fi que fos més ben atès el servei religiós a què estaven destinades. El comte Sunifred donà les de Santa Creu, Sant Llorenç i Sant Miquel en la vall de Bolzana quan cedí la vall (XXV); llegà la de Sant Miquel de Sornià junt amb aquest alou (XXVI); lliurà el 942 la de Sant Vicenç de la Llagona, també junt amb el pertinent alou (XIV). El comte Sunyer de Barcelona llegà la de Sant Climent d'Espunyola, en el comtat de Berga (XXXII). Un tal Bernat donà, el 948, la de Sant Andreu de Catllar (VII). Encara és probable que fos donació del comte Sunifred la de Sant Vicenç de Vallmanya, tot i que la cessió poc posterior dels delmes, primícies i oblacions, per part del bisbe d'Elna, fa sospitar si originàriament no era una parròquia diocesana (III).
La segona sèrie és integrada per parròquies de nova fundació, bastides pels monjos a fi d'atendre les necessitats espirituals de comarques mal servides. Unes vegades, es tracta de dotar d'església parroquial un alou extens obtingut pel monestir i que no té església pròpia; així, les de Santa Maria de Riquer (VII) i de Sant Maurici de Sautó (XII) al Conflent, les de Sant Jaume de Rigolissa (XVI) i Santa Cecília de Bolvir (XVII) a la Cerdanya. Altres vegades, és simplement la funció de millorar-ne el servei; així, les de Santa Eugènia de Saga (XX), Sant Tomàs de Ventaiola (XXI) i Sant Salvador d'Espona (XXIII), totes tres a la Cerdanya. Aquesta sèrie és la més típicament significativa de l'obra social de propulsió religiosa empresa pels monjos de Cuixà.
Resten encara tres parròquies: les de Sant Fructuós de Taurinyà, de Sant Martí de Clarà i de Sant Feliu de Codalet, que no se sap del cert en quina de les dues sèries classificar. Les dues primeres consten com a pròpies de Cuixà en el precepte del 952; la tercera és una mica posterior; fa l'efecte que sols l'última fou de fundació monacal.